# أفشالوم
أفشالوم (بالعبرية: אַבְשָׁלוֹם‏) هي مستوطنة مجتمعية ومركز إقليمي في جنوب إسرائيل. تقع بالقرب من الحدود بين مصر وقطاع غزة، واداريا ضمن مجلس أشكول الإقليمي. في 2019 كان عدد سكانها 298. 

## تاريخها
تأسست عام 1990، وسميت باسم أفشالوم فاينبرج، عضو شبكة التجسس نيلي الذي قُتل عام 1917 وهو في طريقه للقاء القوات البريطانية في شمال سيناء، على مسافة ليست بعيدة عن موقع القرية. كانت في البداية موقعًا لمجموعات المهاجرين من الاتحاد السوفييتي السابق الذين أرادوا استيعابهم في مستوطنات هيفيل شالوم. وفي عام 1997، رفضت هذه المستوطنات استيعابهم، وأصبحت المستوطنة دائمة، حيث يعمل معظم السكان في المستوطنات المجاورة.
بجوار الطريق السريع 232، حوالي 3 على بعد كيلومتر غرب تقاطع أفشالوم، يقع نصب أوغدات هبلادا التذكاري، تخليدًا لذكرى ضحايا الفرقة 84 المدرعة الذين لقوا حتفهم خلال حرب الأيام الستة عام 1967. تم تشييد النصب التذكاري، الذي صممه المهندس إسرائيل جودوفيتش، في ياميت عام 1977. وبعد الانسحاب الإسرائيلي من سيناء، أعيد بناؤه في موقعه الحالي بنفس التصميم.

## الروابط الخارجية
- مركز معلومات مركاز أفشالوم النقب